# Plamo Linux
Plamo Linux este o distribuție de Linux bazată pe Slackware.

## Legături externe
- Site oficial